# Fiódor Tolbujin
Fiódor Ivánovich Tolbujin (en ruso: Фёдор Ива́нович Толбу́хин; Androniki, Imperio ruso, 4 de juniojul./ 16 de junio de 1894greg. - Moscú, Unión Soviética, 17 de octubre de 1949) fue un destacado líder militar soviético durante la Segunda Guerra Mundial, donde alcanzó el grado militar de mariscal de la Unión Soviética (1944), Además fue condecorado con el título honorífico de Héroe de la Unión Soviética (1965; póstumamente), caballero de la Orden de la Victoria (1945), Héroe del Pueblo de Yugoslavia (1945), Héroe de la República Popular de Bulgaria (1979, póstumamente). Así mismo fue nombrado ciudadano de honor de las ciudades de Sofía, Dobrich y Belgrado.
Durante la Segunda Guerra Mundial, lideró tropas en la batalla de Stalingrado, participó en la liberación de Belgrado y en la liberación de Rumania, Bulgaria, Hungría, y Austria; Al mando de las tropas del Frente Sur (desde 1943 renombrado como Cuarto Frente Ucraniano) y del Tercer Frente Ucraniano. Entre 1944 y 1947, fue comandante en jefe del Grupo de Fuerzas Sur, desplegadas en los Balcanes.

## Biografía

### Infancia y juventud
Fiódor Tolbujin nació el 16 de junio de 1894 en el pueblo de Androniki, gobernación de Yaroslavl, (actualmente raión de Yaroslavl del óblast de Yaroslavl) al noreste de Moscú. en una gran familia campesina próspera de origen ruso. Su padre Iván Fedorovich Tolbujin (1863-1907) comerciaba con forrajes en San Petersburgo.
Se graduó en la escuela parroquial de Androniky y en la escuela Davydkovsky del zemstvo local. Después de la muerte de su padre en 1907, fue criado junto con otros niños por su hermano Alexander, un comerciante de Petersburgo. En San Petersburgo, Tolbujin se graduó de la escuela de comercio de tres años de Tsarevich Alexei y en 1912 aprobó un examen externo para el curso completo de la Escuela Comercial Imperial de San Petersburgo. Desde 1911, Fedor trabajó como contador en la sociedad comercial «Klochkov y K» en San Petersburgo.
Con el estallido de la Primera Guerra Mundial en diciembre de 1914, ingresó como voluntario en el Ejército Imperial Ruso. Realizó un curso de formación en la empresa de motores de formación de Petrogrado, se desempeñó como motociclista y conductor en la sede de la 6.ª División de Infantería y en el 22.º Regimiento de Infantería de Nizhni Nóvgorod en el Frente Noroeste.
En abril de 1915, fue enviado a estudiar a la 1.ª Escuela de Oficiales de Orden en Oranienbaum, se graduó de su curso y el 10 de julio de 1915 fue ascendido a oficial de instrucción. En septiembre de 1915, fue enviado al frente. Dirigió una compañía, un batallón del 2.º regimiento de infantería fronteriza de Zaamur de la 1.ª división de infantería fronteriza de Zaamur del 9.º Ejército en el Frente Suroeste. Participó en el avance de Brusilov. Para la distinción militar se le concedió las Órdenes de Santa Ana y San Estanislao, y también fue ascendido antes de lo previsto a segundo teniente y teniente "por honores".
A finales de enero de 1917, el teniente Fiódor Tolbujin fue enviado al 13.º Regimiento de Infantería Fronteriza de Zaamur en formación de la 4.ª División de Infantería Fronteriza de Zaamur como comandante del batallón. Después de la Revolución de Febrero, fue elegido presidente del comité de soldados del regimiento. Llegó al frente con un regimiento y en junio de 1917 participó en la ofensiva de junio. En la batalla, recibió una conmoción cerebral severa, y por su valentía en agosto fue ascendido a capitán. Después de una larga estancia en diversos hospitales en diciembre de 1917, recibió una licencia del ejército imperial por enfermedad de dos meses. Regresó a Petrogrado y se desmovilizó allí en marzo de 1918.

### Guerra civil rusa
En octubre de 1918 se alistó en el Ejército Rojo y siguió sirviendo como comisario militar del Vólost de Sandyrev de la gobernación de Yaroslavl. De enero a julio de 1919, fue el líder militar del comisariado del Vólost de Shagotsky, de la gobernación de Yaroslavl. Donde se mostró muy activo durante la guerra civil en Rusia.
En 1919 se graduó de la escuela de servicio para el personal en la sede del Frente Occidental en Smolensk. Sirvió en el cuartel general de la 56.º División de Infantería del 7.º Ejército en los Frentes Norte y Oeste: asistente júnior y asistente sénior de la parte operativa del jefe de personal de la división, desde diciembre de 1920, jefe de Estado Mayor de la división. Como parte de la división participó en batallas contra las tropas del general blanco Nikolái Yudénich durante la defensa de Petrogrado. También participó en la guerra polaco-soviética de 1920, luchó contra los polacos en los ríos Berézina y Narew, cerca de Lépiel, Lida y Grodno.
En marzo de 1921 participó en la represión del levantamiento de Kronstadt y luego en las hostilidades para repeler el Levantamiento de Carelia Oriental.
En agosto de 1921, fue nombrado jefe de Estado mayor de las tropas de la provincia de Novgorod, pero en septiembre de 1921 fue devuelto al puesto de jefe de Estado Mayor de la 56.ª división de fusileros. Durante el período de hostilidades en Carelia a partir de diciembre de 1921, fue director de operaciones del cuartel general de las tropas de la región de carelia, y tras la expulsión de los destacamentos finlandeses del territorio de la República Socialista Federativa Soviética de Rusia, en marzo de 1922, regresó al puesto de jefe de Estado Mayor de esta división. Durante algún tiempo se desempeñó temporalmente como comandante de esta división (hasta octubre de 1926).
Después de la guerra civil rusa, ocupó distintos cargos. En junio de 1934 se graduó de la facultad operativa de la Academia Militar Frunze del Ejército Rojo. Desde agosto de 1934, se desempeñó temporalmente como comandante del 19.º Cuerpo de Fusileros. Desde enero de 1935 ocupó el puesto de jefe de Estado Mayor del 19.º Cuerpo de Fusileros del Distrito Militar de Leningrado. Desde septiembre de 1937, comandante de la 72.º División de Fusileros del distrito militar de Kiev. En julio de 1938, fue nombrado jefe de Estado Mayor del Distrito Militar de Transcaucasia.

### Segunda Guerra Mundial
Al comienzo de la invasión alemana a la Unión Soviética en junio de 1941. Tolbujin continuaba como jefe de Estado Mayor del Distrito Militar de Transcaucasia. Desde esta posición ayudó a planificar y ejecutar la invasión anglosoviética de Irán (agosto-septiembre de 1941), junto a tropas británicas, de la Commonwealth, el objetivo de la operación era asegurar los yacimientos petrolíferos persas y crear un corredor a través de Irán, para transportar los suministros de la Ley de préstamo y arriendo a la Unión Soviética.
En diciembre de 1941, como jefe de Estado Mayor del Frente Transcaucásico tuvo un destacado papel en la fallida operación de desembarco soviética de Kerch-Feodosia (diciembre de 1941-enero de 1942). A primeros de diciembre, mientras Manstein asediaba Sebastopol, la Stavka ordenó al Frente Transcaucásico que preparase una operación para recuperar la península de Kerch, levantando el sitio de Sebastopol y expulsando a Manstein de Crimea. El 13 de diciembre, la Stavka ordenó a dos ejércitos soviéticos y a elementos de la Flota del Mar Negro que llevasen a cabo una operación conjunta anfibia, aerotransportada y terrestre en la zona de Kerch-Feodosia. Aunque unidades soviéticas ocuparon Feodosia y avanzaron entre diez o quince kilómetros tierra adentro hasta Vladislavovka, la operación no avanzó más. 

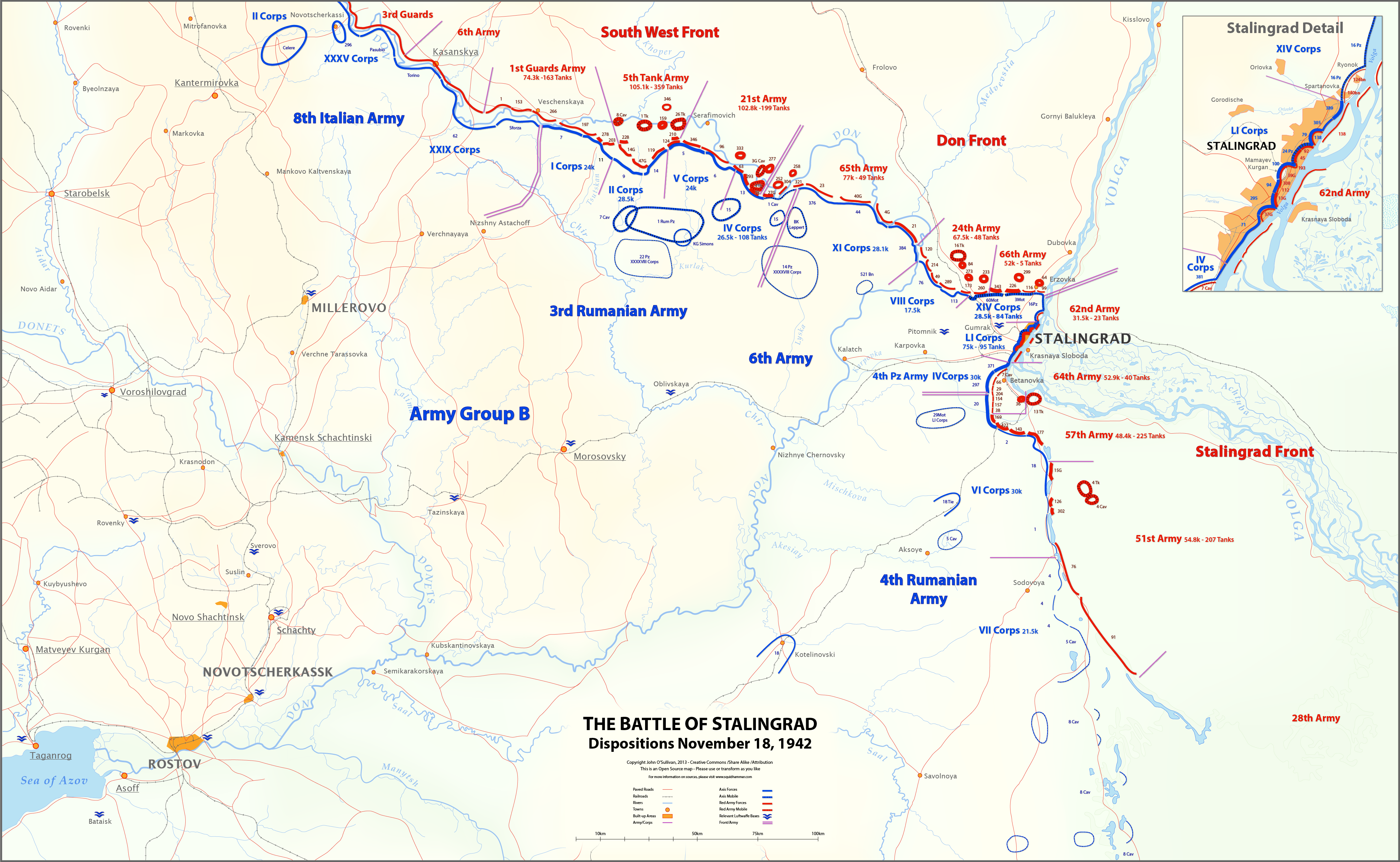
Ubicación de las unidades del Eje y de los ejércitos soviéticos el 18 de noviembre de 1942. al inicio de la Operación Urano

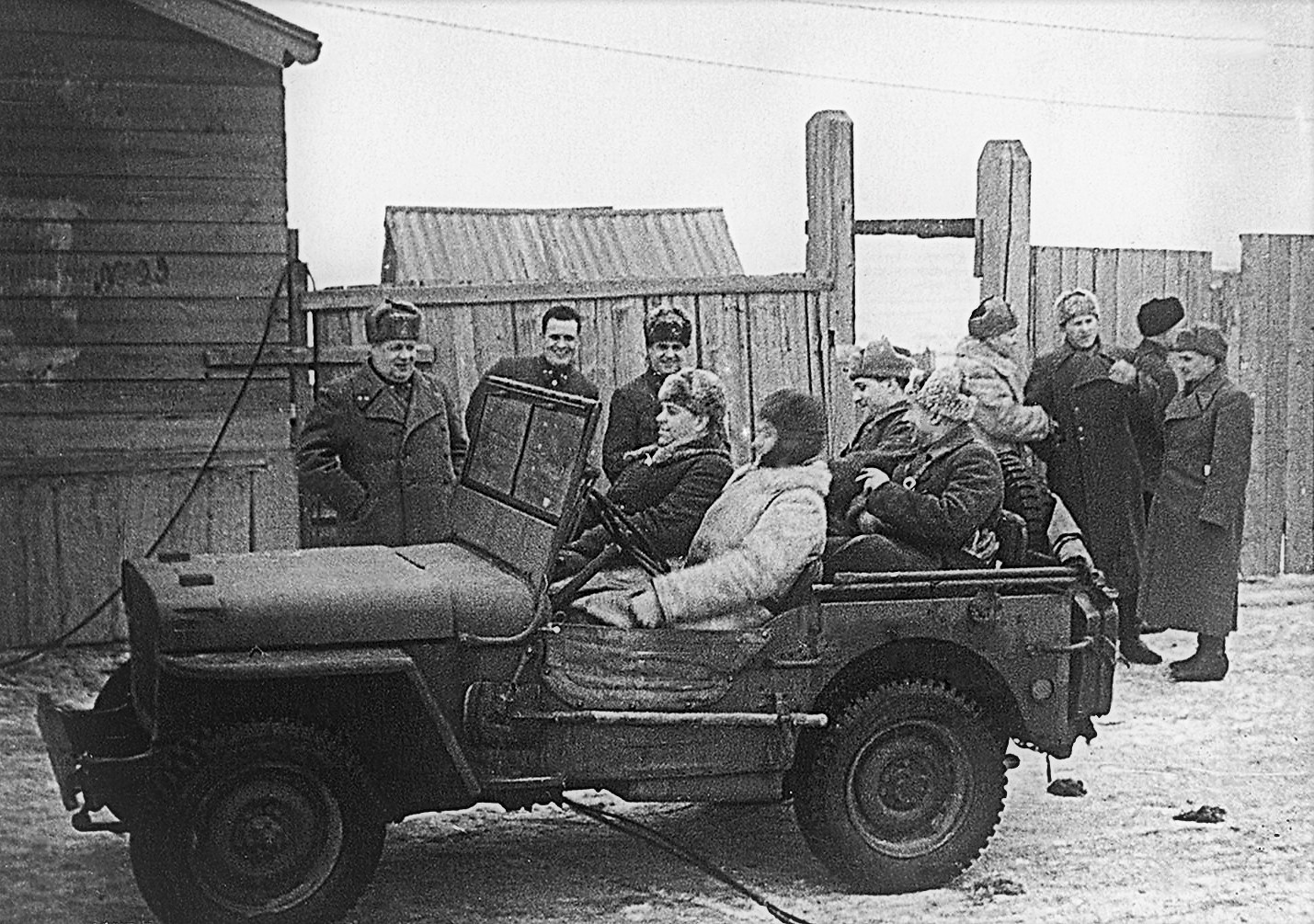
El coronel general Vasilevsky durante la preparación de la Operación Urano en Stalingrado. En el extremo izquierdo: el comandante del 57.º Ejército, Tolbujin.

De enero a marzo de 1942, fue jefe de Estado Mayor del Frente de Crimea. Fue destituido de su cargo el 10 de marzo de 1942 después de que el comisario político Lev Mekhlis escribiera un informe especialmente crítico a Stalin, acusando a Tolbujin de liderazgo inepto en la conducción de las tropas durante la fallida ofensiva en la península de Kerch. Paradójicamente, esta decisión salvó a Tolbujin dos meses después, cuando las tropas del Frente de Crimea sufrieron un desastre durante la sangrienta batalla del Estrecho de Kerch

#### Batalla de Stalingrado
Tras una corta estancia a disposición de la Dirección Principal de Personal del Comisario del Pueblo de Defensa (ruso: Narodny Komissariat Oborony o NKO) de la URSS en mayo de 1942, fue designado para el puesto de Comandante Adjunto del Distrito Militar de Stalingrado. Pero un mes más tarde, cuando las tropas alemanas lanzaron la ofensiva contra Stalingrado. En ese momento, el 57.º Ejército se estaba reponiendo en el distrito, de las fuertes pérdidas que había sufrido. En julio de 1942 fue nombrado comandante del 57.º Ejército. Como parte del Frente de Stalingrado, al mando del coronel general Andréi Yeriómenko, el ejército combatió al principio al sur de Stalingrado, al lado del 64.º Ejército, y en noviembre de 1942 participó en la decisiva Operación Urano como parte de la pinza sur de la ofensiva soviética, la misión del 57.º (Fiódor Tolbujin) y del 51.º (mayor general Nikolái Trufanov) Ejército soviéticos era abrir brecha en las débiles defensas del 4.º Ejército rumano (mayor general Constantin Constantinescu), con el fin de crear una conexión con el 5.º Ejército de Tanques (mayor general Prokofi Romanenko) cerca de la ciudad de Kalach, a orillas del río Don y de esa manera completar el cerco del 6.º Ejército alemán (Friedrich Paulus) y a parte del 4.º Ejército Panzer (Hermann Hoth), en una enorme bolsa en los alrededores de Stalingrado.
Después del éxito de la Operación Urano, el coronel general Andréi Yeriómenko felicitó sus capacidad militar como comandante y su habilidad en la organización de las fuerzas bajo su mando. Tras la excelente actuación en Stalingrado, Tolbujin fue nombrado comandante del 68.º Ejército en el Frente del Noroeste (coronel general Iván Konev). Con dicho frente participó en la Operación Estrella Polar en marzo de 1943, un intento de levantar completamente el sitio de Leningrado que se saldó con un sangriento fracaso.

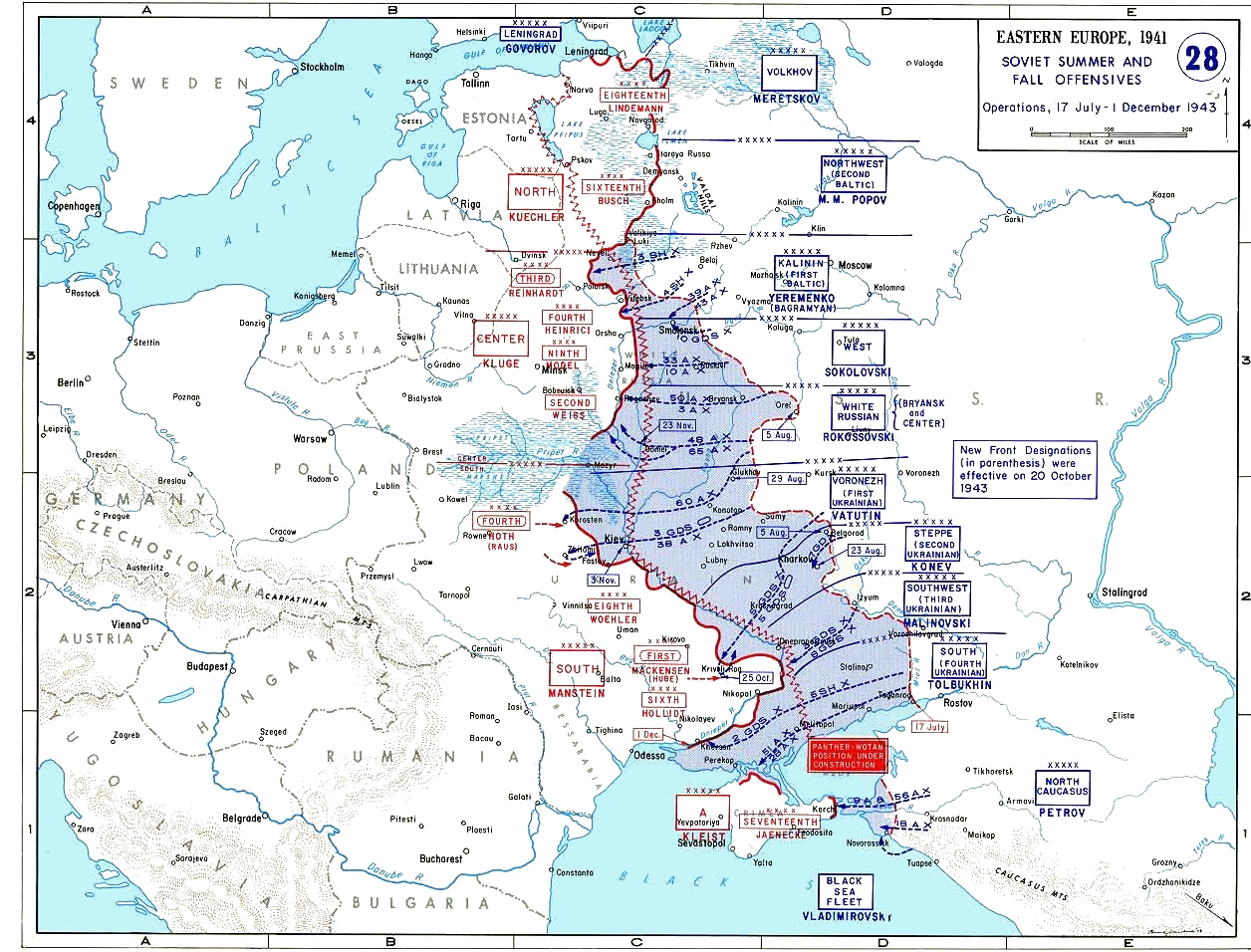
Mapa de la Batalla del Dniéper

#### Batalla del Dniéper
En marzo de 1943, comandó las tropas del Frente del Sur (reorganizadas el 20 de octubre de 1943 como el Cuarto Frente Ucraniano), Tolbujin apoyó el flanco sur del Tercer Frente Ucraniano, durante la batalla del Dniéper (26 de agosto de 1943 - 23 de diciembre de 1943), en el curso de esta larga y sangrienta operación, las tropas Tolbujin junto con unidades del Primer Frente Bielorruso (Konstantín Rokossovsky), Primer Frente Ucraniano (Nikolái F. Vatutin), Segundo Frente Ucraniano (Iván S. Kónev), y el Tercer Frente Ucraniano (Rodión Malinovski), liberaron la mayor parte de Ucrania de las fuerzas del Tercer Reich, incluida la ciudad de Kiev e infligieron una aplastante derrota al Grupo de Ejércitos Sur alemán dirigido por Erich von Manstein. Esta contraofensiva los mantuvo ocupados hasta abril de 1944.

#### Campaña de los Balcanes
En mayo de 1944, Tolbujin fue transferido al mando del Tercer Frente Ucraniano. En agosto de 1944, participó en la 2.ª Ofensiva de Jassy-Kishinev. Las tropas del frente, junto con las tropas del Segundo Frente Ucraniano (Rodión Malinovski), derrotaron al Grupo de Ejércitos Ucrania Sur, hundiendo todo el flanco sur del frente. El día 23 de agosto, un golpe de Estado encabezado por el rey Miguel deponía en Bucarest a Ion Antonescu y se proclamaba la rendición incondicional de Rumania a los Aliados; el monarca ordenó a las unidades rumanas dejar de combatir a los soviéticos. El cambio de bando rumano facilitó el cruce soviético del Danubio y de los Cárpatos. El día 26 las autoridades rumanas declaraban la guerra a Alemania. Por la derrota de las fuerzas alemanas en esta operación, el 12 de septiembre de 1944, Tolbujin recibió el rango militar de Mariscal de la Unión Soviética.

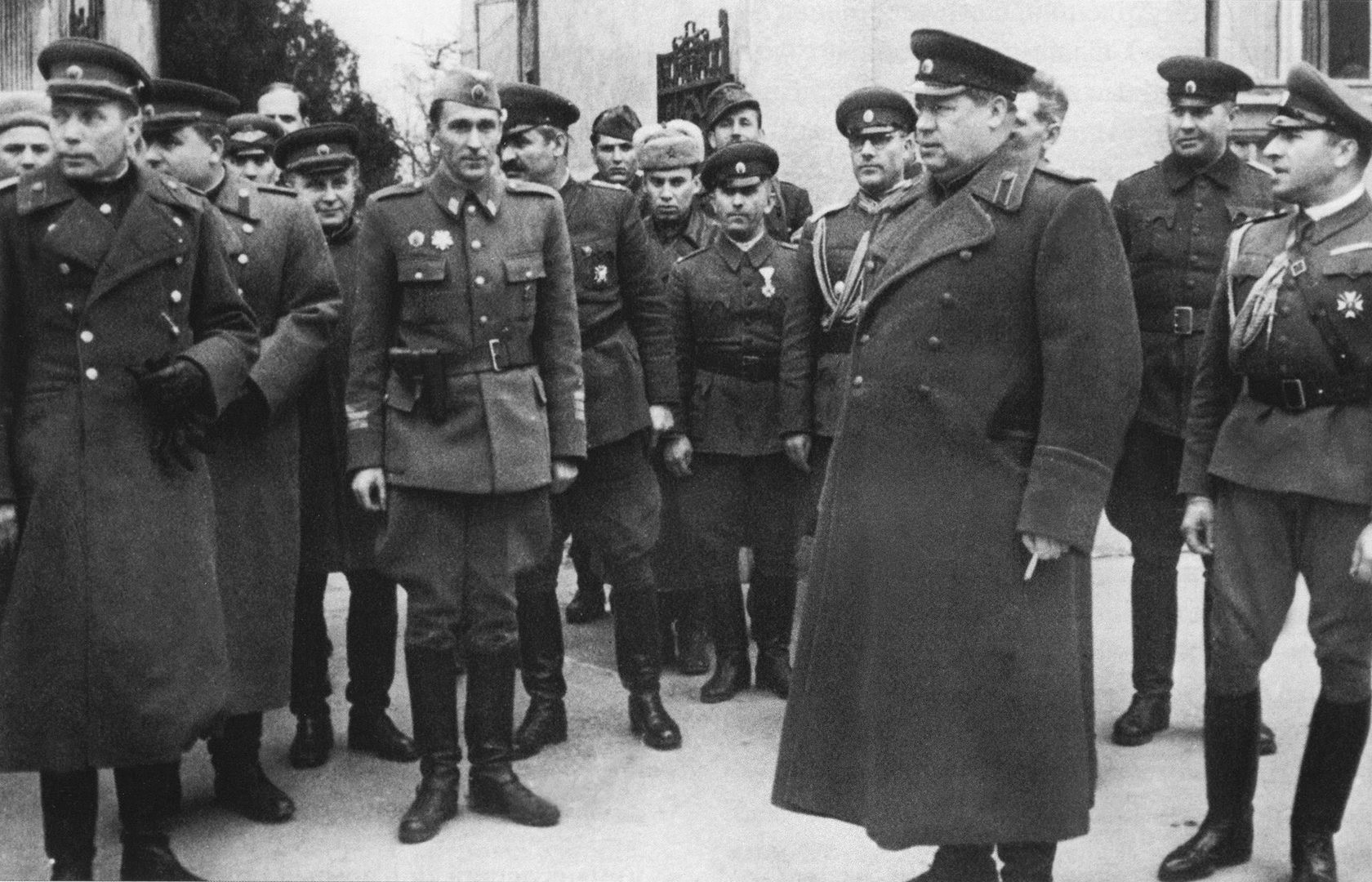
El mariscal Tolbujin inspecciona unidades del Primer Ejército de Bulgaria, otoño de 1944

Mientras Malinovski recibió orden de dirigir sus tropas hacia los territorios de Hungría y Yugoslavia, Tolbujin se dirigió con el Tercer Frente Ucraniano hacia Bulgaria, forzando que el gobierno búlgaro renunciara a su alianza con el Tercer Reich y no opusiera resistencia a los soviéticos, cambiando de bando. El Ejército Rojo entró en Sofía el 16 de septiembre ya en calidad de aliado, y las tropas búlgaras le permitieron libre paso por su territorio. Entonces el Ejército búlgaro y las tropas soviéticas se concentraron en la antigua frontera búlgaro-yugoslava.
En octubre de 1944, el Tercer Frente Ucraniano fue enviado a Yugoslavia desde el sur, participando Tolbujin, junto con unidades de los ejércitos yugoslavo y búlgaro, en la Ofensiva de Belgrado, liberaron las regiones orientales de Yugoslavia y su capital Belgrado, después de liberar la ciudad y en cumplimiento de un acuerdo previo con los partisanos yugoslavos del mariscal Tito, las tropas de Tolbujin se retiran del país, dejando a los partisanos yugoslavos la tarea de liberar el resto de Yugoslavia.
Entre noviembre y diciembre de 1944. Las tropas del frente cruzaron el Danubio, derrotaron al 2.º ejército húngaro (Iván Hindy) y crearon las condiciones para el cerco de Budapest. Posteriormente, entre diciembre de 1944 y febrero de 1945. Las tropas del frente, junto con las tropas del 2.º Frente Ucraniano, participaron en la Ofensiva del Lago Balatón, y en el sitio de Budapest. Después de una larga y sangrienta batalla, las tropas de Rodión Malinovsky y de Tolbujin, ocupan la destruida ciudad de Budapest y continúan su avance en dirección a Viena, persiguiendo a los restos del Grupo de Ejércitos Sur alemán, y completando la ocupación del resto del territorio húngaro y de la mayor parte de Austria.

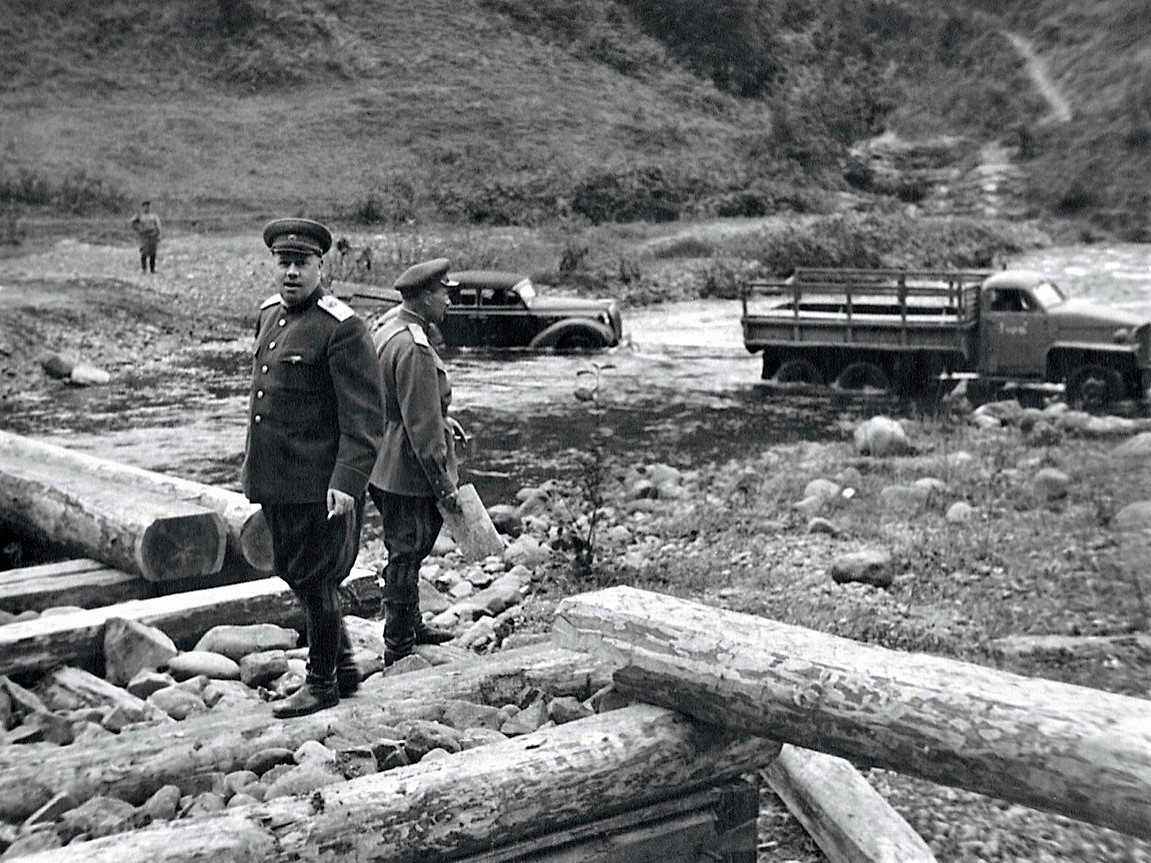
Fiódor Tolbujin durante la Campaña de los Balcanes en 1945

Finalmente, entre el 15 de abril y el 9 de mayo de 1945. Las tropas del 4.º frente Ucraniano de Tolbujin, participan en la Ofensiva de Viena, en el curso de dicha ofensiva el Ejército Rojo ocupó Austria occidental y central y se aceptó la rendición de las tropas alemanas y húngaras que no habían sido capaces de huir hacía las líneas del Ejército Norteamericano, que avanzaba desde el oeste.
A finales de abril de 1945, al final de la Ofensiva de Viena, Tolbujin actuó por orden de Stalin de confiar a Karl Renner la fundación de un nuevo gobierno austríaco provisional con antiguos políticos democráticos, para preparar elecciones democráticas. El 27 de abril, Renner fue nombrado líder del nuevo gobierno provisional. Poco después su gobierno es reconocido por los aliados occidentales.
El 24 de junio de 1945, el mariscal de la Unión Soviética Fiódor Tolbujin participó en el histórico Desfile de la Victoria de Moscú en la Plaza Roja, al frente de las unidades del Tercer Frente Ucraniano.
El 19 de julio de 1945, Fiódor Tolbujin, en nombre del gobierno soviético, entregó la Orden de la Victoria n.º 16 al Rey Miguel I de Rumania.

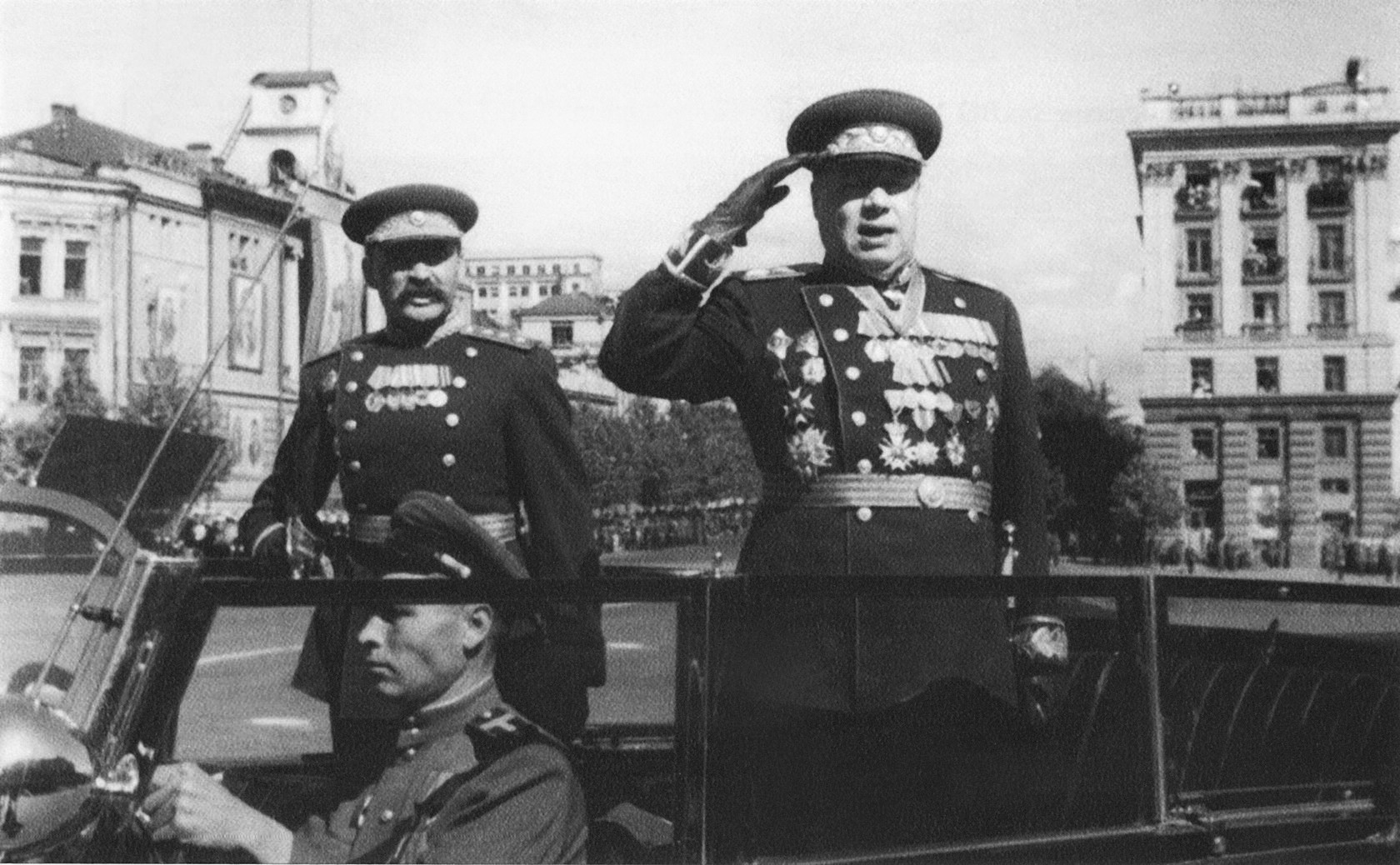
Mariscal de la Unión Soviética Fiódor Tolbujin durante un desfile militar en 1949.

### Posguerra
Después de la guerra, Tolbujin fue nombrado comandante en jefe del Grupo de Fuerzas del Sur, conjunto de fuerzas del Ejército Rojo acantonadas en el territorio de Rumania y Bulgaria, creado para contrarrestar las probables acciones militares de Turquía en los Balcanes (disuelto en febrero de 1947). En enero de 1947, Tolbujin fue nombrado de nuevo comandante del Distrito Militar de Transcaucasia, cargo que desempeñó hasta su muerte en 1949.
Diputado del Soviet Supremo de la URSS de la 2.º convocatoria (1946-1950).
Murió el 17 de octubre de 1949 en Moscú, de diabetes mellitus, y sus cenizas fueron enterradas, con todos los honores, en la Plaza Roja de Moscú, en la Necrópolis de la Muralla del Kremlin. Así mismo se erigió un monumento en su ciudad natal de Yaroslavl.
Por decreto del Presídium del Sóviet Supremo de la URSS del 7 de mayo de 1965 «por el hábil liderazgo de las tropas, el valor, el coraje y el heroísmo demostrados en la lucha contra los invasores nazis durante la Gran Guerra Patriótica» el Mariscal de la Unión Soviética Fiódor Ivanovich Tolbujin recibió póstumamente el título de Héroe de la Unión Soviética.

## Memoriales
La ciudad búlgara de Dobrich pasó a llamarse Tolbujin, nombre que mantuvo hasta la caída del comunismo en 1989.
Una de las calles principales de Belgrado, la capital de Serbia, se llamaba Calle Mariscal Tolbujin (en serbio: Улица маршала Толбухина / Ulica maršala Tolbuhina). La calle se llamaba originalmente Макензијева / Makenzijeva, en honor al misionero escocés Francis Mackenzie que compró y desarrolló esta parte de la ciudad a finales del siglo XIX. Después de la caída del comunismo en Serbia y los cambios democráticos en 2000, el nombre de la calle volvió a su nombre original. En cambio, la calle Goce Delčeva, en la nueva sección de la ciudad (Nuevo Belgrado) pasó a llamarse Bulevar del Mariscal Tolbujin (Булевар маршала Толбухина / Bulevar maršala Tolbuhina) en 2016.
Budapest, la capital de Hungría, también tenía una de sus calles con el nombre de Tolbukhin, ya que era uno de los principales comandantes soviéticos en el teatro de guerra húngaro. La anterior Mészáros utca (Calle de los carniceros) pasó a llamarse «Vámház körút» (Bulevar de la aduana) durante la (re) construcción de la zona en 1875. La carretera pasó a llamarse en honor al zar de Bulgaria, Fernando en 1915, cuando Bulgaria se unió a las Potencias Centrales. en la Primera Guerra Mundial. En 1919 el camino recuperó su antiguo nombre, Vámház körút, que llevó hasta 1942, cuando fue rebautizado una vez más, esta vez en honor del hijo del regente de Hungría, el almirante Miklós Horthy. En 1945, la carretera recibió el nombre del mariscal Tolbujin (Marshal Tolbukhin Boulevard), y mantuvo este nombre hasta 1990 con la caída del comunismo.
Un monumento a Fiódor Tolbujin se instaló en 1960 en Moscú en la plaza de la calle Samotychnaya. Los autores del monumento son el escultor Lev Kerbel y el arquitecto G. A. Zajarov.

## Rangos militares

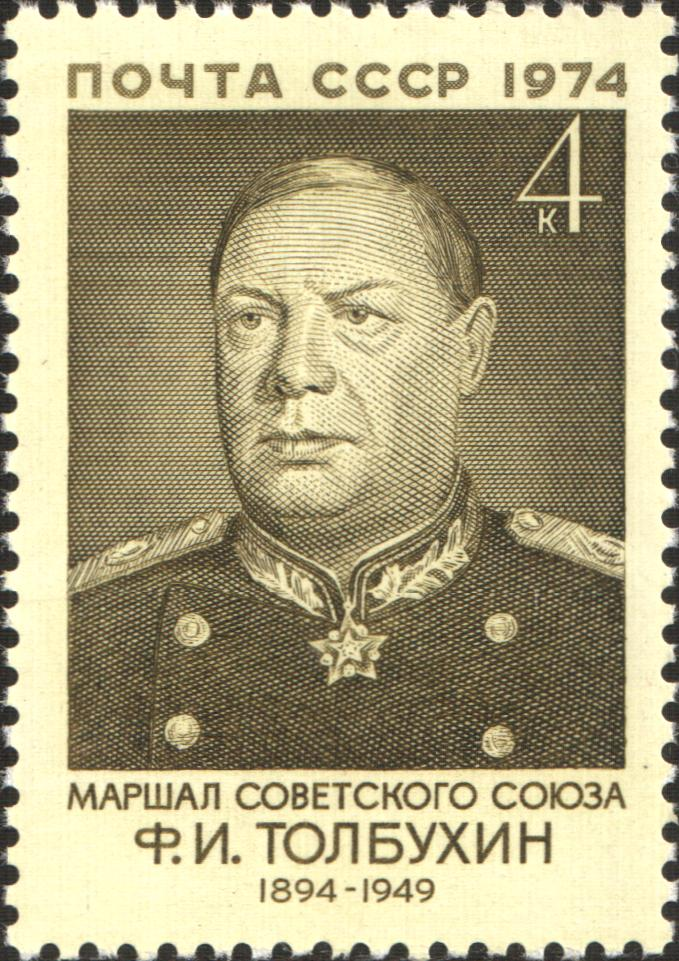
Sello postal de 1974 en honor al Mariscal de la Unión Soviética Fiódor Tolbujin

- Kombrig (28 de noviembre de 1935);
- Komdiv (15 de julio de 1938);
- Mayor general (4 de junio de 1940);
- Teniente general (19 de enero de 1943);
- Coronel general (28 de abril de 1943);
- General del ejército (21 de septiembre de 1943);
- Mariscal de la Unión Soviética (12 de septiembre de 1944).[8]

## Condecoraciones
Fiódor Ivánovich Tolbujin recibió las siguientes condecoraciones soviéticas:
- Héroe de la Unión Soviética (7 de mayo de 1965, póstumamente)[21]
- Orden de la Victoria (N.º 9, 26 de abril de 1945)
- Orden de Lenin, dos veces (19 de marzo de 1944, el 21 de febrero de 1945)
- Orden de la Bandera Roja, tres veces (18 de octubre de 1922, 3 de noviembre de 1944)
- Orden de Suvórov, 1.er grado, dos veces (28 de enero de 1943, 16 de mayo de 1944)
- Orden de Kutúzov, 1.er grado (17 de septiembre de 1943)
- Orden de la Estrella Roja (22 de febrero de 1938)
- Medalla por la defensa de Stalingrado
- Medalla por la victoria sobre Alemania en la Gran Guerra Patria 1941-1945
- Medalla por la Conquista de Budapest
- Medalla por la Conquista de Viena
- Medalla por la Liberación de Belgrado
- Medalla Conmemorativa del 800.º Aniversario de Moscú
- Medalla del 20.º Aniversario del Ejército Rojo de Obreros y Campesinos
- Medalla del 30.º Aniversario de las Fuerzas Armadas de la URSS
- Insignia de honor "Al guerrero honesto del frente de Carelia"

También recibió las siguientes condecoraciones extranjeras:
- Orden de Santa Ana, 3re grado (Imperio Ruso)
- Orden de San Estanislao, 3re grado (Imperio Ruso)
- Héroe de la República Popular de Bulgaria (Bulgaria, 1979)
- Orden de Georgi Dimitrov (Bulgaria)
- Orden de la valentía, 1.er grado (Bulgaria)
- Héroe del pueblo de Yugoslavia (31 de mayo de 1945)
- Orden de la libertad de Hungría (Hungría)
- Orden del Mérito de la República Popular de Hungría
- Orden de Miguel el Valiente, tres veces (Rumania)
- Orden de Defensa de la Patria 1.ª, 2.ª clase (Rumanía)
- Comandante de la Legión al Mérito (Estados Unidos)
- Gran Oficial de la Legión de Honor (Francia)
- Cruz militar de 1939-1945 con rama de palma (Francia)

## Monumentos conmemorativos

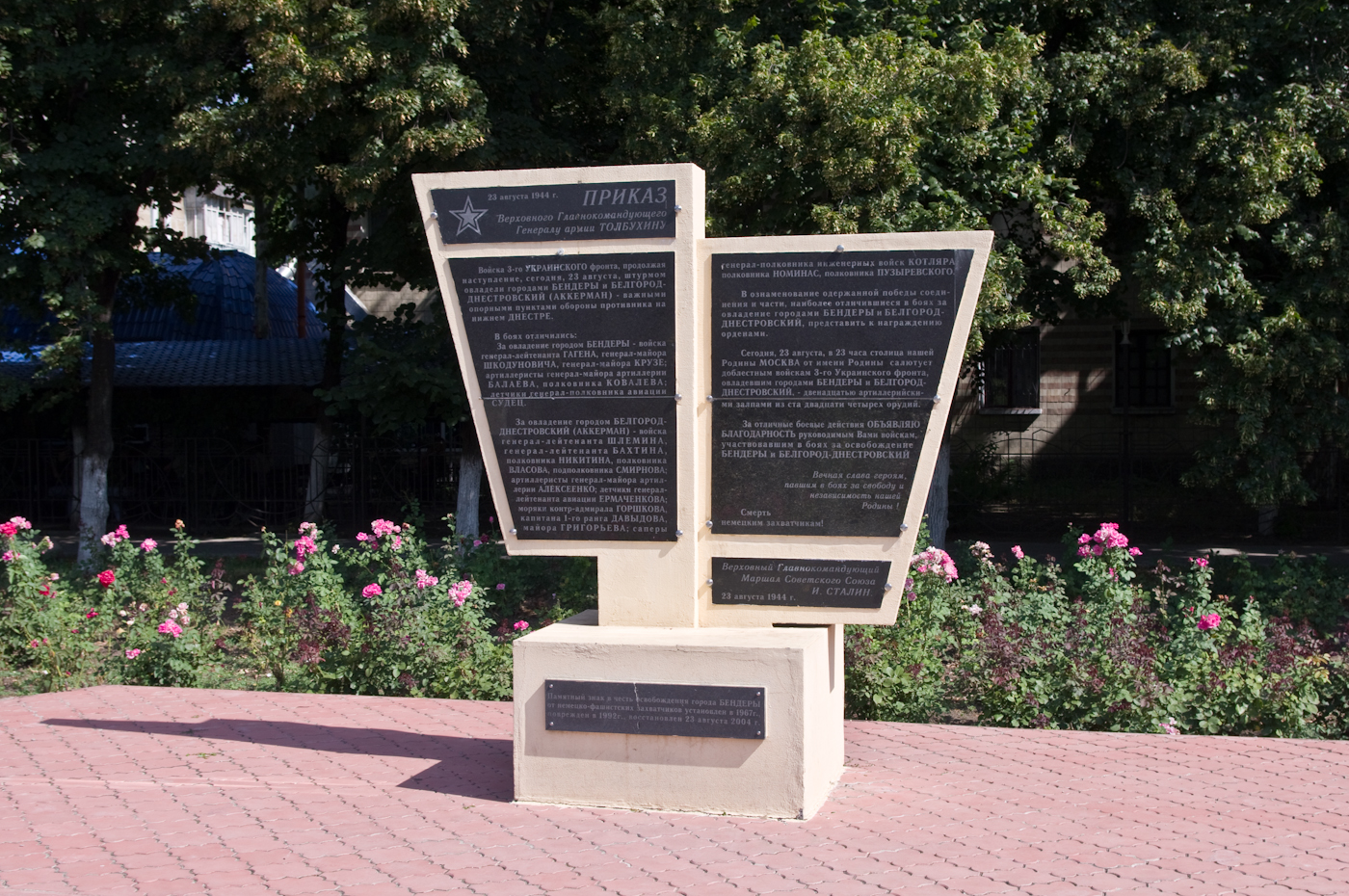
Orden de Stalin al general de ejército Tolbujin en forma de monumento erigido en el centro de la ciudad de Bender, en la región separatista de Transnistria.
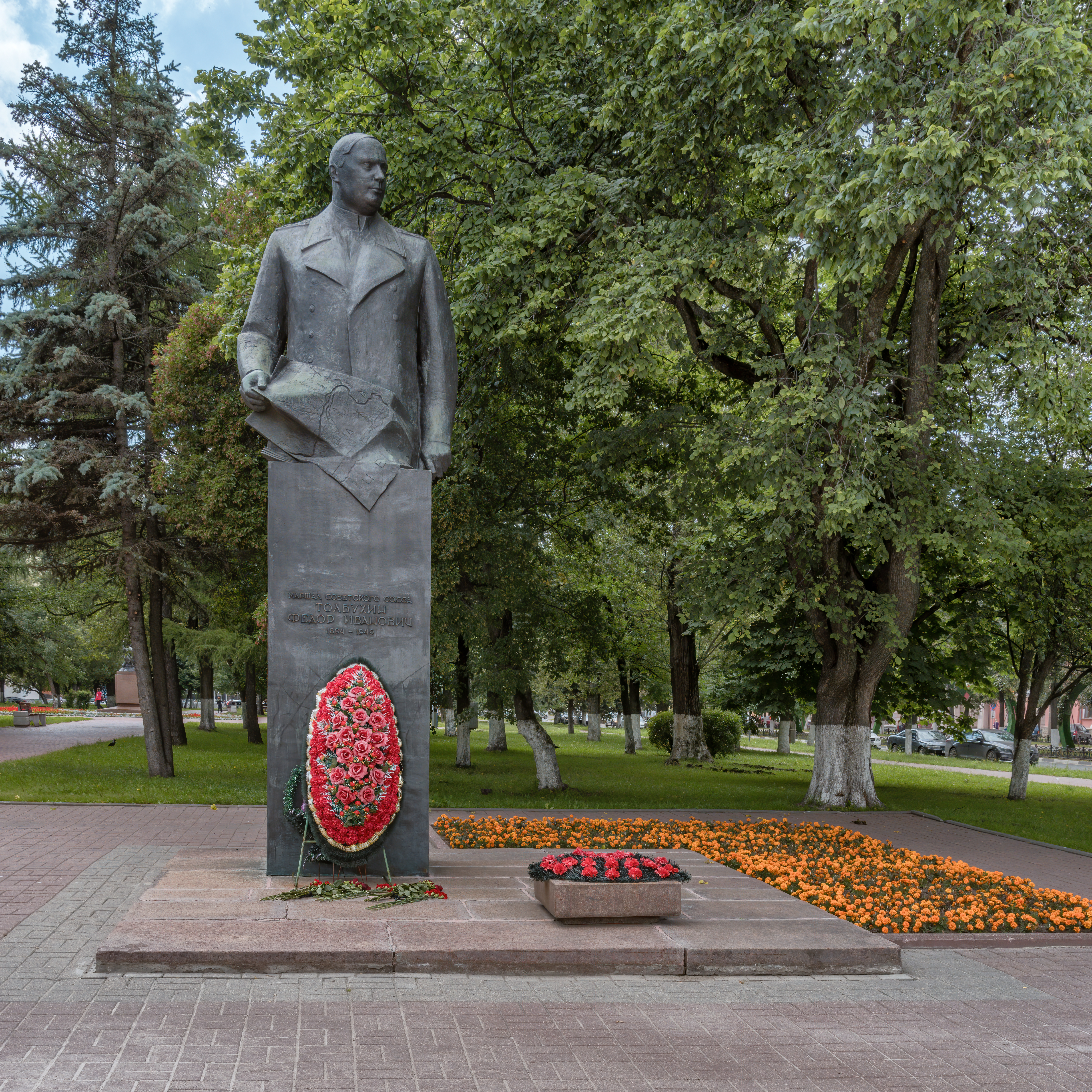
Monumento a Fiódor Tolbujin en Yaroslavl, a unos 250 km al noreste de Moscú, en el óblast de Yaroslavl
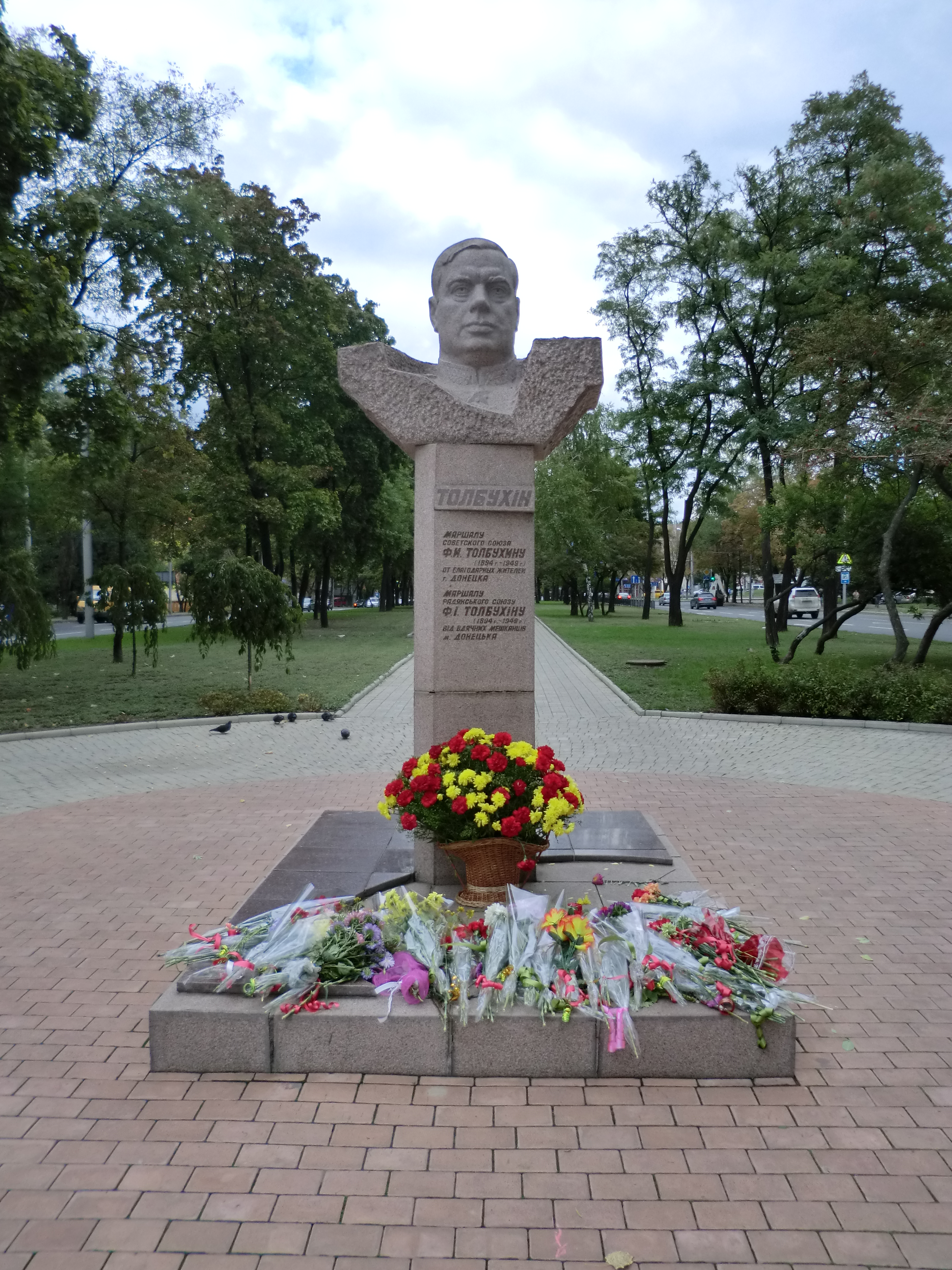
Monumento a Fiódor Tolbujin en Donetsk, al este de Ucrania (1995)
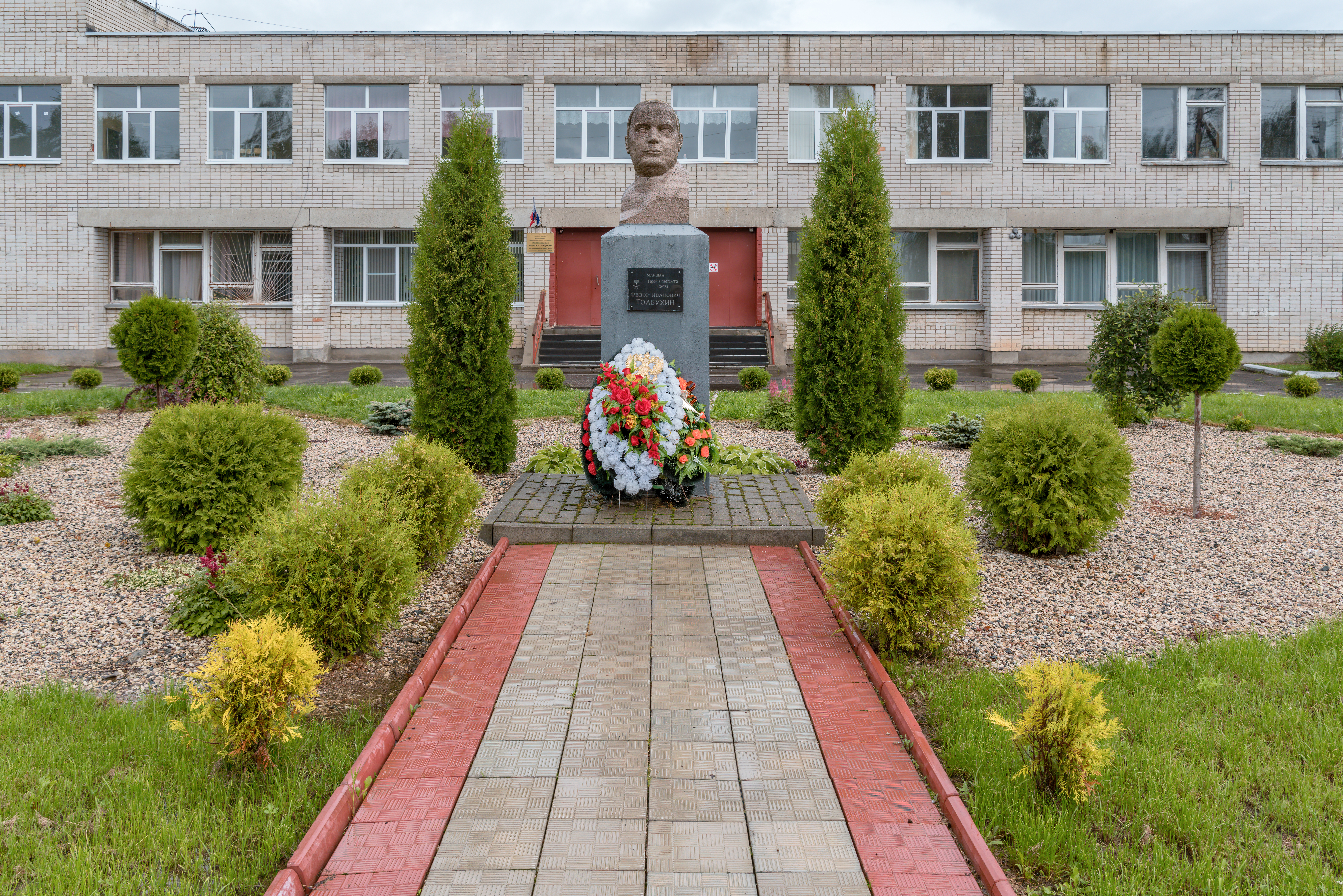
Monumento en la aldea de Tolbukhino, Óblast de Yaroslav, erigido frente a una escuela que lleva su nombre.
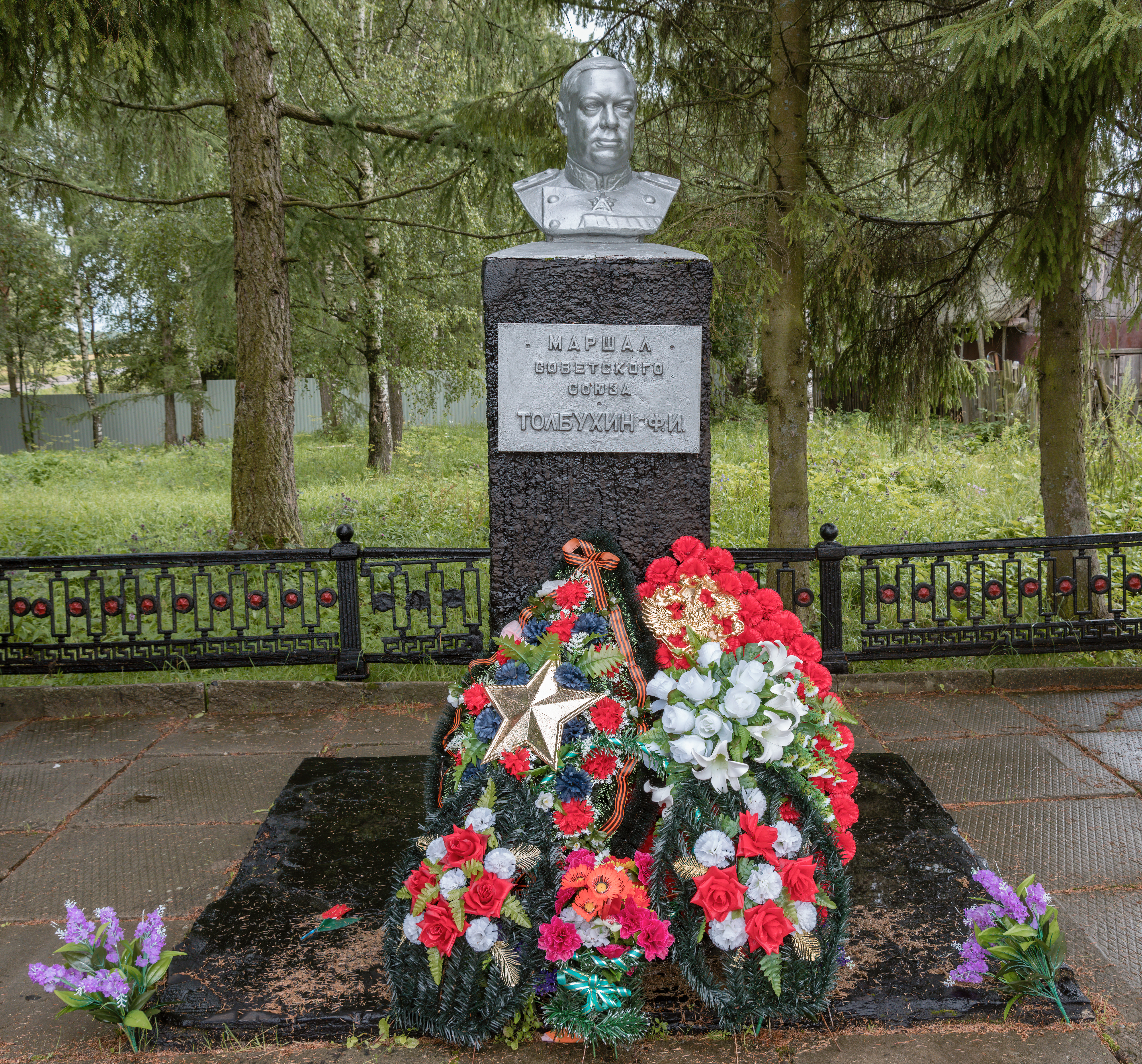
Monumento en el pueblo de Androniki, Óblast de Yaroslavl, en la tierra natal del mariscal.
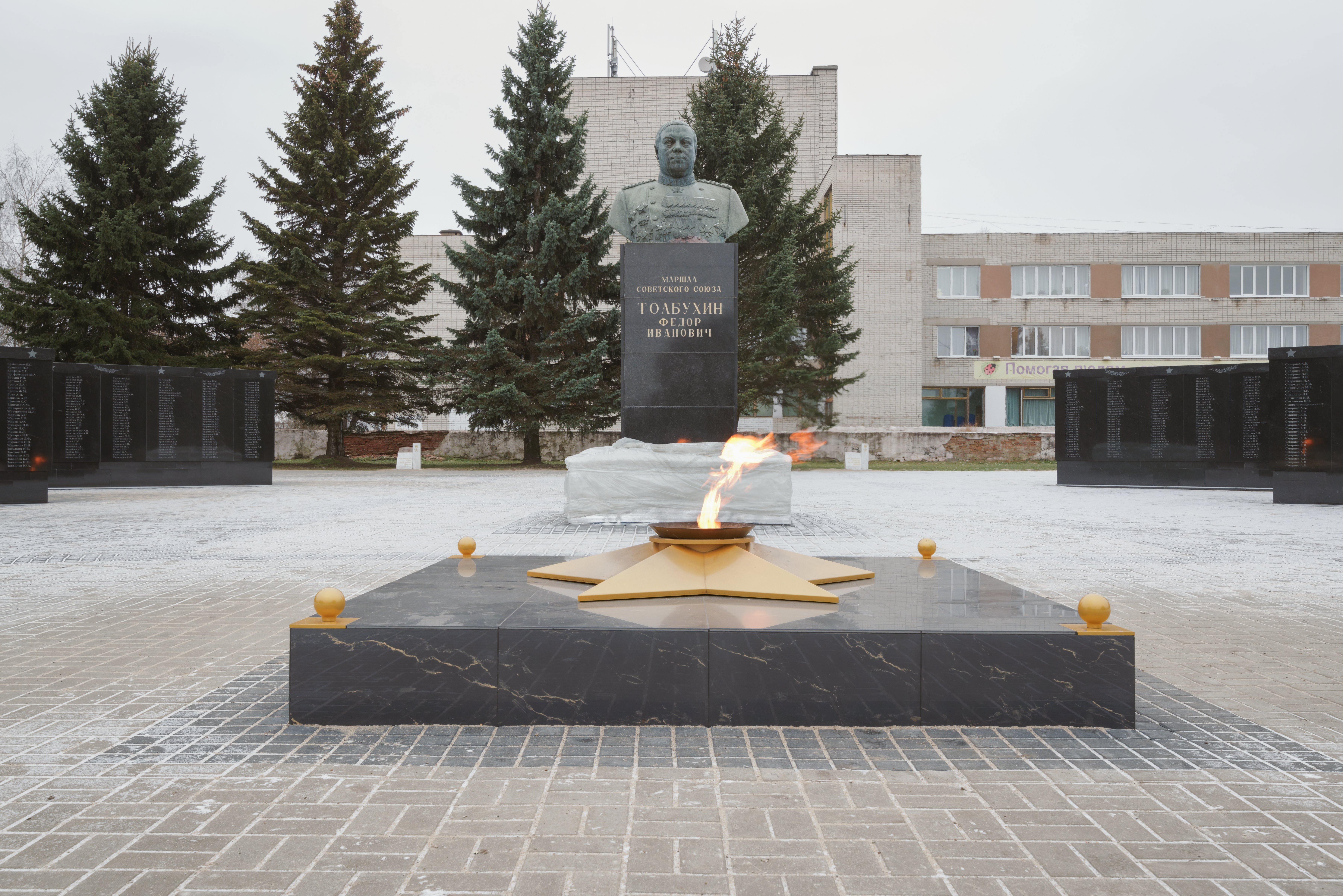
Monumento a Fiódor Tolbujin en Tutáyev al norte de Moscú, en el óblast de Yaroslavl.